# Manuele File
Manuele File (Efeso, 1275 circa – 1345) è stato un poeta bizantino.

## Biografia
Manuele File nacque a Efeso, ma in giovane età si trasferì a Costantinopoli, dove fu il pupillo di Giorgio Pachimere, a cui dedicò un componimento memoriale. File sembra aver viaggiato molto, e i suoi scritti contengono molte informazioni sulla corte imperiale. Per aver offeso uno degli imperatori in una cronografia, finì in prigione, e ne uscì solo dopo un'apologia.
File è la controparte di Teodoro Prodromo all'epoca dei Comneni; il suo personaggio, come mostrato nei suoi poemi, è quello di un poeta mendicante, che dichiara di essere povero, e pronto alle più grandi adulazioni pur di ottenere la protezione dei potenti. Tranne un'opera in prosa non rilevante, la sua produzione è tutta in versi. Il metro utilizzato è di solito il trimetro giambico dodecasillabico.

## Opere
File scrisse poemi trattanti una grande varietà di argomenti: sulle caratteristiche degli animali, basata principalmente sugli scritti di Claudio Eliano e di Oppiano, un poema didascalico di circa 2000 versi, dedicato a Michele IX Paleologo; sull'elefante; sulle piante; un poema necrologico, probabilmente scritto alla morte di uno dei figli dell'Imperatore; un panegirico su Giovanni VI Cantacuzeno, in forma di dialogo; una conversazione tra un uomo e la sua anima; su argomenti ecclesiastici, come ad esempio festività religiose, credenze Cristiane, i santi e i padri della Chiesa; su opere d'arte, come le opere più belle dell'iconografia bizantina; poesie occasionali, molte delle quali sono semplicemente lettere supplichevoli in versi.

### Edizioni
I poemi di storia naturale in F Lehrs and F Dubner, Poetae bucolici et didactici (Didot series, 1846); Manuelis Philae Carmina inedita, ed. A Martini (1900); Manuelis Philae Carmina ed. E Miller (1855-1857). Si veda anche Karl Krumbacher, Geschichte der byzantinischen Litteratur (1897); A. Caramico (a cura di), Manuele File.Le proprietà degli animali II, Napoli 2006.